# Emil Blichfeldt
Frederik Thorvald Emil Blichfeldt (født 5. november 1849 i København, død 20. oktober 1908 sammesteds) var en dansk arkitekt virksom under historicismen. Han vandt Kunstakademiets højeste priser, var elev af Ferdinand Meldahl og var spået en stor karriere, men fik kun delvist mulighed for at indfri omverdenens store forventninger til ham, eftersom mange af tidens store arkitekturopgaver gik Blichfeldt forbi. Han har dog sat sit præg på hovedstaden med en række velkendte monumentalbygninger.

## Karriere
Blichfeldt blev født 1849 som søn af billardfabrikant Jens Christian Frederik Blichfeldt og Marie Sophie Nielsen. Han var i tømrerlære 3 måneder, var elev på Teknisk Institut og blev optaget i Kunstakademiets 1. ornamentskole marts 1864, hvorfra han tog afgang december 1871. Han arbejdede i studieårene som medhjælper og konduktør for Ferdinand Meldahl, vandt den lille guldmedalje 1876 og den store guldmedalje 1878 (for et Nationalmuseum). Blichtfeldt vandt Akademiets rejsestipendier 1878, 1879, 1880 og 1881 og var derfor på et flerårigt ophold i Italien indtil foråret 1882. Han var Ridder af Dannebrog.
Han udstillede tegninger på Charlottenborg 1874 og 1878, på Den Nordiske Industri-, Landbrugs- og Kunstudstilling i Kjøbenhavn 1888 og på Rådhusudstillingen 1901.
Blichfeldt blev gift 12. oktober 1908 i København med Sidse Dorthea Sophie Caroline Saabye (6. september 1872 i Roskilde – 1. oktober 1935 i København), datter af skomagermester Palle Saabye og Karen Thomasen. Han er urnebegravet på Bispebjerg Kirkegård.

## Værker
- Planlægning og opførelse af Marmorkirkens omgivelser, København (1876-94, under ledelse af Ferdinand Meldahl, fredet)
- Gymnastikhuset ved Frederiksberg Statsskole (1882, sammen med Ferdinand Meldahl)
- Kavaler- og økonomibygning ved Charlottenlund Slot, Charlottenlund (1882-83, sammen med Ferdinand Meldahl)
- Bogø Navigationsskole (1885)
- Bredgade 73-77/Esplanaden 18 (1884-86)
- Vesterbrogade 103-105, Vesterbro, København (1889)
- Tivolis facadebygning og indgangsportal mod Vesterbrogade (1889-90, sammen med Richard Bergmann, sidebygningen til venstre, Apolloteatret, blev revet ned 1959 (efter schalburgtage og genopførelse ved Ernst Kühn), og sidebygningen til højre, Wivex, blev revet ned i 1964 til fordel for nybyggeri ved Preben Hansen)
- Store Nordiske Telegraf-Selskabs og Privatbankens bygning, Kongens Nytorv 26, København (1890-94, dekoration af Johan N. Schrøder (ikke bevaret))
- De Forenede Malermestres Farvemølle, Grønnegade 33, København (1893, vinduer ændret)
- Varehuset Messen, Købmagergade 42, København (1895, vinduer ændret)
- Boligkarré, Allégade, Frederiksberg, hvor Frederiksberg Rådhus ligger nu (sammen med Julius Bagger, nedrevet 1941)
- Stenosgade 3-5, Vesterbro, København (1896)
- Villa for grosserer Christopher Severin Fonnesbech-Sandberg, Vedbæk Strandvej 456, Vedbæk (1897, nedrevet i 1980'erne)
- Halmtorvet 12-16/Abel Cathrines Gade 24/Lille Istedgade 7, Vesterbro, København (1897-98)
- Palægade 3, København (1899-1900)
- Beboelseshus, Bülowsvej 7A/Grundtvigsvej 2, Frederiksberg (1902)
- Stiftelsen for Hoffunktionærer, Upsalagade, Østerbro, København (1903)

### Projekter
- Projekt til bro over Peblingesøen (1884)
- Projekt til Christiansborg Slot (1887, præmieret)